# Atractodes pauxillus
Atractodes pauxillus är en stekelart som beskrevs av Forster 1876. Atractodes pauxillus ingår i släktet Atractodes och familjen brokparasitsteklar. Arten är reproducerande i Sverige. Inga underarter finns listade.